# پیش از اینکه دیر شود زود نخواهد بود
«پیش از اینکه دیر شود زود نخواهد بود» (به انگلیسی: It Won't Be Soon Before Long) یک آلبوم از گروه موسیقی آلترنتیو راک مارون فایو است که در ۱۶ مه ۲۰۰۷ منتشر شد.
این آلبوم در چارت‌های آمریکا در جايگاه یکم و در چارت‌های ایتالیا، ایرلند، نروژ، استرالیا، آلمان، اسپانیا، هلند، سوئیس، نیوزلند، مکزیک و کانادا جزو ده آلبوم برتر جای گرفت.